# Halowe Mistrzostwa Europy w Lekkoatletyce 1986 – bieg na 800 m kobiet
Bieg na 800 metrów kobiet – jedna z konkurencji biegowych rozgrywanych podczas halowych lekkoatletycznych mistrzostw Europy w hali Palacio de Deportes w Madrycie. Eliminacje zostały rozegrane 22 lutego, a bieg finałowy 23 lutego 1986. Zwyciężyła reprezentantka Niemieckiej Republiki Demokratycznej Sigrun Ludwigs. Tytułu zdobytego na poprzednich mistrzostwach nie obroniła Ella Kovacs z Rumunii, która tym razem zajęła 5. miejsce.

## Rezultaty

### Eliminacje
Rozegrano 2 biegi eliminacyjne, do których przystąpiło 9 biegaczek. Awans do finału dawało pierwszego dwóch miejsc w swoim biegu (Q). Skład finału uzupełniły dwie zawodniczki z najlepszym czasem wśród przegranych (q).
Opracowano na podstawie materiału źródłowego.
Bieg 1
| Miejsce | Zawodniczka        | Czas    | Uwagi |
| ------- | ------------------ | ------- | ----- |
| 1       | Sigrun Ludwigs     | 2:04,26 | Q     |
| 2       | Ella Kovacs        | 2:04,38 | Q     |
| 3       | Slobodanka Čolović | 2:04,39 | q     |
| 4       | Catherine Guerrero | 2:05,29 | q     |
| 5       | Amaia Andrés       | 2:08,58 |       |

Bieg 2
| Miejsce | Zawodniczka         | Czas    | Uwagi |
| ------- | ------------------- | ------- | ----- |
| 1       | Kirsty McDermott    | 2:07,13 | Q     |
| 2       | Cristieana Cojocaru | 2:07,40 | Q     |
| 3       | Nadine Debois       | 2:08,39 |       |
| 4       | Mayte Zúñiga        | 2:09,39 |       |

### Finał
Opracowano na podstawie materiału źródłowego.
| Miejsce | Zawodniczka         | Czas    |
| ------- | ------------------- | ------- |
| 1       | Sigrun Ludwigs      | 1:59,89 |
| 2       | Cristieana Cojocaru | 2:01,54 |
| 3       | Slobodanka Čolović  | 2:03,28 |
| 4       | Kirsty McDermott    | 2:03,69 |
| 5       | Ella Kovacs         | 2:08,96 |
| –       | Catherine Guerrero  | DNF     |